# Eric Melville
Pour les articles homonymes, voir Melville.

a Compétitions nationales et continentales officielles uniquement.

b Matchs officiels uniquement.
Eric Melville, né le 27 juin 1961 au Cap (Afrique du Sud) et mort le 18 juin 2017 à La Garde (France), est un joueur de rugby à XV sud-africain naturalisé français, évoluant au poste de troisième ligne centre. Il compte six sélections avec l'équipe de France. 

## Biographie
Manager général du Rugby club toulonnais durant la saison 2000-2001, il part ensuite entraîner l'US Oyonnax jusqu'en 2003, puis le FCS Rumilly de 2003 à 2004, et le Stade Olympique Ugine-Albertville. Il devient entraîneur du Rugby olympique de Grasse en 2007, et il entraîne ensuite le Stade dijonnais de juin 2010 à avril 2012. Il co-entraîne l'équipe de Suisse à partir d'octobre 2016.
Il meurt des suites d'une crise cardiaque dans la nuit du 18 au 19 juin 2017,.

## Carrière de joueur

### En club
- 1980-1983 : SA Hagetmau
- 1983-1986 : Stade montois
- 1986-1992 : RC Toulon

Il fait une brève apparition à La Valette en toute fin de carrière.
En 2016, le site Rugbyrama le classe neuvième parmi les dix meilleurs joueurs de l'histoire du RC Toulon.

### En équipe nationale
Melville a honoré sa première cape internationale en équipe de France le 3 mars 1990, contre l'équipe d'Irlande lors du Tournoi des Cinq Nations. Il a ensuite participé aux trois matchs contre l’Australie lors de la tournée d’été (juin 1990) et a fait partie de l’équipe qui a accueilli les All Blacks à Nantes en novembre de la même année. Sa sixième (et dernière) sélection a été le 20 juillet 1991 contre l'équipe des États-Unis.
Il est souvent présenté comme le premier étranger de l’ère moderne à jouer en équipe de France de rugby, ce qui n’est pas vrai puisqu’il avait été naturalisé français deux mois avant sa première sélection.

## Carrière d'entraineur
- 2000-2001 : Manager général adjoint du RC Toulon
- 2001-2003 : Entraîneur-adjoint de l' US Oyonnax
- 2003-2004 : Entraîneur du FCS Rumilly
- 2004-2005 : Entraîneur du Stade Olympique Ugine-Albertville
- 2007-2009 : Entraîneur du  RO Grasse
- 2010-2012 : Entraîneur du Stade dijonnais
- 2016-2017 : Co-sélectionneur de l'Equipe de Suisse

## Palmarès
‌

### En club (avec leRC Toulon)
- Championnat de France de première division :
  - Champion (2) : 1987 et 1992
  - Vice-champion (1) : 1989

### En équipe nationale
- 6 sélections en équipe de France en 1990 et 1991
- Sélections par année : 5 en 1990, 1 en 1991
- Tournoi des Cinq Nations disputé : 1990